# Drechslera festucae
Drechslera festucae är en svampart som beskrevs av Scharif 1963. Drechslera festucae ingår i släktet Drechslera och familjen Pleosporaceae.   Inga underarter finns listade i Catalogue of Life.